# A Grupa 2015/16
Die A Grupa 2015/16 war die 92. Spielzeit der höchsten bulgarischen Fußballspielklasse. Die Saison startete am 17. Juli 2015 und endete am 28. Mai 2016.
Als Titelverteidiger ging Ludogorez Rasgrad in die Saison.

## Modus
In dieser Saison spielten alle Mannschaften viermal gegeneinander. Als Aufsteiger aus der letztjährigen B Grupa nehmen PFK Montana und Pirin Blagoewgrad an der A Grupa teil. 

## Mannschaften
- Beroe Stara Sagora
- Botew Plowdiw
- Lewski Sofia
- Litex Lowetsch
- Lokomotive Plowdiw
- Ludogorez Rasgrad
- PFK Montana
- Pirin Blagoewgrad
- Slawia Sofia
- Tscherno More Warna

## Auf/Abstieg
Aufsteiger
- PFK Montana, Erster der B Grupa
- Pirin Blagoewgrad, Zweiter der B Grupa

Absteiger
- Marek Dupniza
- FK Chaskowo
- Lokomotive Sofia und ZSKA Sofia verloren ihre Lizenzierung

## Abschlusstabelle
| Pl. | Verein                  | Sp. | S  | U  | N  | Tore    | Diff. | Punkte |
| --- | ----------------------- | --- | -- | -- | -- | ------- | ----- | ------ |
| 1.  | Ludogorez Rasgrad (M)   | 32  | 21 | 7  | 4  | 055:210 | +34   | 70     |
| 2.  | Lewski Sofia            | 32  | 16 | 8  | 8  | 036:180 | +18   | 56     |
| 3.  | Beroe Stara Sagora      | 32  | 14 | 11 | 7  | 037:270 | +10   | 53     |
| 4.  | Slawia Sofia            | 32  | 14 | 7  | 11 | 036:290 | +7    | 49     |
| 5.  | Lokomotive Plowdiw      | 32  | 15 | 4  | 13 | 040:450 | −5    | 49     |
| 6.  | Tscherno More Warna (P) | 32  | 10 | 8  | 14 | 036:450 | −9    | 38     |
| 7.  | Botew Plowdiw           | 32  | 8  | 9  | 15 | 027:440 | −17   | 33     |
| 8.  | Pirin Blagoewgrad (N)   | 32  | 5  | 11 | 16 | 027:450 | −18   | 26     |
| 9.  | PFK Montana (N)         | 32  | 4  | 9  | 19 | 023:430 | −20   | 21     |
| 10. | Litex Lowetsch 1        | 0   | 0  | 0  | 0  | 000:000 | ±0    | 0      |

Platzierungskriterien: 1. Punkte – 2. Direkter Vergleich (Punkte, Tordifferenz, geschossene Tore) – 3. Tordifferenz – 4. geschossene Tore

| (M) | amtierender bulgarischer Meister      |
| (P) | amtierender bulgarischer Pokalsieger  |
| (N) | Neuaufsteiger aus der B Grupa 2014/15 |

## Kreuztabelle
Die Kreuztabelle stellt die Ergebnisse aller Spiele dieser Saison dar. Die Heimmannschaft ist in der mittleren Spalte aufgelistet und die Gastmannschaft in der obersten Reihe. Die Ergebnisse sind immer aus Sicht der Heimmannschaft angegeben.
| Hinrunde (Runden 1–18) | Hinrunde (Runden 1–18) | Hinrunde (Runden 1–18) | Hinrunde (Runden 1–18) | Hinrunde (Runden 1–18) | Hinrunde (Runden 1–18) | Hinrunde (Runden 1–18) | Hinrunde (Runden 1–18) | Hinrunde (Runden 1–18) | Hinrunde (Runden 1–18) | [ 5 ]               | Rückrunde (Runden 19–36) | Rückrunde (Runden 19–36) | Rückrunde (Runden 19–36) | Rückrunde (Runden 19–36) | Rückrunde (Runden 19–36) | Rückrunde (Runden 19–36) | Rückrunde (Runden 19–36) | Rückrunde (Runden 19–36) | Rückrunde (Runden 19–36) | Rückrunde (Runden 19–36) |
| Beroe Stara Sagora     | FC Botew Plowdiw       | Lewski Sofia           | Litex Lowetsch         | Lokomotive Plowdiw     | Ludogorez Rasgrad      | PFK Montana            | Pirin Blagoewgrad      | Slawia Sofia           | Tscherno More Warna    | Verein              | Beroe Stara Sagora       | FC Botew Plowdiw         | Lewski Sofia             | Litex Lowetsch           | Lokomotive Plowdiw       | Ludogorez Rasgrad        | PFK Montana              | Pirin Blagoewgrad        | Slawia Sofia             | Tscherno More Warna      |
| ---------------------- | ---------------------- | ---------------------- | ---------------------- | ---------------------- | ---------------------- | ---------------------- | ---------------------- | ---------------------- | ---------------------- | ------------------- | ------------------------ | ------------------------ | ------------------------ | ------------------------ | ------------------------ | ------------------------ | ------------------------ | ------------------------ | ------------------------ | ------------------------ |
|                        | 0:0                    | 1:0                    | 3:3                    | 2:0                    | 0:0                    | 0:0                    | 1:0                    | 1:2                    | 1:1                    | Beroe Stara Sagora  |                          | 1:1                      | 2:1                      | −                        | 5:2                      | 0:2                      | 2:1                      | 3:1                      | 1:1                      | 0:0                      |
| 1:3                    |                        | 1:1                    | 0:2                    | 1:1                    | 0:1                    | 1:0                    | 1:0                    | 0:1                    | 2:1                    | Botew Plowdiw       | 0:1                      |                          | 0:0                      | −                        | 1:0                      | 2:1                      | 2:2                      | 2:2                      | 0:1                      | 3:1                      |
| 2:0                    | 1:0                    |                        | 2:2                    | 1:0                    | 1:1                    | 2:0                    | 0:0                    | 2:0                    | 1:0                    | Lewski Sofia        | 1:0                      | 3:0                      |                          | 3:0 1                    | 2:3                      | 0:0                      | 0:0                      | 3:1                      | 0:1                      | 5:1                      |
| 0:1                    | 4:2                    | 1:2                    |                        | 0:0                    | 2:0                    | 2:1                    | 1:0                    | 4:0                    | 1:0                    | Litex Lowetsch      | −                        | −                        | −                        |                          | −                        | 1:1                      | −                        | −                        | −                        | −                        |
| 1:2                    | 2:1                    | 1:0                    | 1:1                    |                        | 2:0                    | 1:0                    | 2:1                    | 2:0                    | 1:3                    | Lokomotive Plowdiw  | 1:1                      | 2:1                      | 1:1                      | −                        |                          | 2:1                      | 2:0                      | 4:2                      | 3:1                      | 2:1                      |
| 5:0                    | 2:1                    | 2:0                    | 1:1                    | 1:0                    |                        | 2:0                    | 0:0                    | 1:1                    | 1:1                    | Ludogorez Rasgrad   | 0:2                      | 1:0                      | 2:1                      | −                        | 2:0                      |                          | 2:1                      | 4:1                      | 3:1                      | 2:1                      |
| 1:0                    | 6:0                    | 0:2                    | 0:2                    | 2:0                    | 1:1                    |                        | 1:1                    | 1:2                    | 0:4                    | PFK Montana         | 1:3                      | 1:1                      | 0:1                      | −                        | 0:1                      | 0:1                      |                          | 0:1                      | 0:3                      | 3:2                      |
| 0:1                    | 0:1                    | 1:0                    | 1:1                    | 3:0                    | 0:3                    | 0:0                    |                        | 0:3                    | 1:1                    | Pirin Blagoewgrad   | 1:1                      | 2:2                      | 0:1                      | −                        | 1:2                      | 1:3                      | 0:0                      |                          | 0:3                      | 4:0                      |
| 0:0                    | 2:0                    | 0:1                    | 0:0                    | 3:0                    | 0:1                    | 1:0                    | 0:0                    |                        | 0:1                    | Slawia Sofia        | 0:0                      | 1:0                      | 0:0                      | −                        | 3:0                      | 0:5                      | 3:1                      | 1:2                      |                          | 0:0                      |
| 0:3                    | 1:2                    | 0:1                    | 1:1                    | 2:1                    | 2:3                    | 1:0                    | 1:0                    | 1:0                    |                        | Tscherno More Warna | 1:0                      | 3:0                      | 0:2                      | −                        | 1:1                      | 0:2                      | 1:1                      | 1:1                      | 3:2                      |                          |

## Relegation
Der Neuntplatzierte, der PFK Montana, trifft dem Zweitplatzierten der B Grupa 2015/16, der OFK Pomorie, auf einem Relegationsspiel. Das Spiel findet am 4. Juni 2016 in Stara Sagora (Trace Arena) statt.
| Datum                      |             | Ergebnis |             |
| -------------------------- | ----------- | -------- | ----------- |
| 04.06. um 19:00 Uhr (OESZ) | PFK Montana | 2:1      | OFK Pomorie |

## Torschützenliste
| Pl. | Spieler               | Mannschaft          | Tore |
| --- | --------------------- | ------------------- | ---- |
| 01. | Martin Kamburow       | Lokomotive Plowdiw  | 17   |
| 02. | Claudiu Keșerü        | Ludogorez Rasgrad   | 15   |
| 03. | Mathias Coureur       | Tscherno More Warna | 11   |
| 04. | Martin Toschew        | Pirin Blagoewgrad   | 10   |
| 05. | Wanderson             | Ludogorez Rasgrad   | 09   |
| 06. | Wenzislaw Christow    | Lewski Sofia        | 08   |
| 07. | Borislaw Baldschijski | Slawia Sofia        | 07   |
| 07. | Latschesar Baltanow   | Botew Plowdiw       | 07   |
| 07. | Jonathan Cafu         | Ludogorez Rasgrad   | 07   |
| 07. | Iwajlo Dimitrow       | Slawia Sofia        | 07   |
| 07. | Marcelinho            | Ludogorez Rasgrad   | 07   |